# 김재진 (의사)
김재진(金載軫. 1961-) 교수는 본관(本館)이 울산(蔚山)으로, 대한민국의 연세대학교 의과대학 교수이며, 강남세브란스병원 정신건강의학과 의사이다.

## 일반 정보
김재진(金載軫) 교수는 대한민국을 대표하는 정신건강의학 전문의로 조현병, 대인공포, 환청/망상, 우울/불안 장애 치료가 전문 분야이다. 그는 진료 뿐만이 아니라 연구에도 많은 경력을 갖고 있으며, 특히 뇌영상, 가상현실, 안구 추적 등의 연구장비를 이용한 신경정신의학, 신경심리학, 신경미학 연구에 많은 경험이 있다. 김재진 교수는 가상현실을  조현병과 불안장애(사회공포증 및 공황장애) 치료에 적용하여 그 효과를 검증하는 연구도 다수 수행하고 있다. 최근에는 명상의 효과를 기능자기공명영상(functional MRI, fMRI)을 이용하여 검증하는 연구도 다수 수행하고 있다.

## 경력
그는 서울대학교 의과대학(1981-1987년)를 나왔고, 서울대학교병원 신경정신과에서 전공의 수련을 받은 후 전문의를 취득했다(1998-2001년). 충북대학교 의과대학에서 전임강사 및 조교수를 재직했고(1994-2000년), 중간에 미국 아이오와 대학교 정신건강연구센터에서 방문 연구원으로 연수를 받았다(1997-1999년). 이후 서울대학교 핵의학과 연구교수로 재직하며, 서울대학교 대학원에서 의학으로 박사학위를 전공하였다(2000-2002년).  학위를 받은 후에는 연세대학교 의과대학 용인세브란스병원에 재직하였다(2002-2007년). 그후 연세대학교 의과대학 정신과학교실 교수 및 강남세브란스병원 정신건강의학과 과장으로 재직중에 있다(2008년-현재). 그후 연세대학교 의과학과(2008년-현재) 및 인지과학협동과정 (2014년-현재) 겸임교수로 재직 중에 있다.
이외의 경력 사항은 다음과 같다.
- 연세대학교 의과대학 정신과학교실 주임교수 (2018년 3월-현재)
- 연세의료원 강남세브란스병원 진료부원장 (2016년 3월-2018년 8월)
- 연세의료원 강남세브란스병원 홍보실장 (2015년-2016년 8월)
- 연세의료원 강남세브란스병원 정신건강의학과장 (2008년-2018년)
- 대한민국의학한림원 정회원 (2019년-현재)
- 대한조현병학회 부이사장 역임 (2010년-현재)
- 대한뇌기능매핑학회 상임이사 (2006년-현재), 이사장 (2017-2018년)

### 학회 활동
- 국내학회 가입 사항 (현재): 대한조현병학회 (2004년-), 대한뇌기능매핑학회 (2004년-)
- 국제학회 가입 사항 (현재): The Organization for Human Brain Mapping (OHBM) (1998년-), Schizophrenia International Research Society (2008년-)

### 수상 내역
- 대한핵의학회 애보트 학술상 수상 (2002년)
- 대한신경정신의학회 폴 얀센 박사 정신분열병 연구학술상 수상 (2003년)
- 대한신경정신의학회 중앙 정신의학 논문상 수상 (2005년)
- 대한신경정신의학회 환인의학상 수상 (2007년)
- 연세대학교 의과대학 연구활동 우수교수상 (2010년)
- 대한뇌기능매핑학회 지멘스 학술상 수상 (2012년)
- 대한신경정신의학회 백합 학술상 수상 (2013년)
- 연세대학교 의과대학 연구활동 우수교수상 수상 (2013년)

## 주요 관심분야
- 뇌영상을 이용한 정서 및 사회 신경과학 연구
- 조현병 및 사회불안장애의 진단 및 병태생리 연구
- 가상현실을 이용한 인간사회기능 향상 훈련기술 개발연구
- 뇌영상을 이용한 명상의 효과 검증 연구

## 대표 논문
- Kyeong SH, Eom H, Kim MK, Jung YH, Park S, Kim JJ, "Neural basis of romantic partners' decisions about participation in leisure activity", Sci Rep. 2019; 9:14448.
- Kyeong SH, Shin JE, Yang KH, Lee WS, Chung TS, Kim JJ, "Neural predisposing factors of postoperative delirium in elderly patients with femoral neck fracture", Sci Rep. 2018; 8:7602.
- Kyeong SH, Kim J, Kim DJ, Kim HE, Kim JJ, "Effects of gratitude meditation on neural network functional connectivity and brain-heart coupling." Sci Rep. 2017;7:5058.
- Shin JE, Choi SH, Lee H, Shin YS, Jang DP, Kim JJ. "Involvement of the dorsolateral prefrontal cortex and superior temporal sulcus in impaired social perception in schizophrenia." Prog Neuropsychopharmacol Biol Psychiatry. 2015;58:81-8.
- Park IH, Chun JW, Park HJ, Koo MS, Park S, Kim SH, Kim JJ. "Altered cingulo-striatal function underlies reward drive deficits in schizophrenia." Schizophr Res. 2015;161:229-36.
- Lee JS, Chun JW, Yoon SY, Park HJ, Kim JJ. "Involvement of the mirror neuron system in blunted affect in schizophrenia." Schizophr Res. 2014;152:268-74.
- Choi SH, Lee H, Chung TS, Park KM, Jung YC, Kim SI, Kim JJ. "Neural Network Functional Connectivity During and After an Episode of Delirium." Am J Psychiatry. 2012; 169:498-507.
- Ku J,  Kim JJ, et al. "Brain mechanisms involved in processing unreal perceptions." Neuroimage. 2008;43:793-800.
- Kim JJ et al. "Regional neural dysfunctions in chronic schizophrenia studied with positron emission tomography." Am J Psychiatry. 2000;157:542-8.

## 저서
- Virtual Reality-used Assessment of Social Skills and Its Application to Mental Illnesses. In: Virtual Reality, Eds: Kim JJ. Intech, Croatia. 2011.
- 뇌를 경청하라. 21세기북스, 서울, 2010.
- 뇌의 영토를 점령하다. In: 의학적 상상력의 힘. 21세기북스, 서울, 2010.
- 기능적 뇌영상과 마음 매핑. In: 뇌영상과 정신의 이해. 중앙문화사, 서울, 2007.
- 정신분열병 관련 망상에서 기억의 역할. In: 뇌와 기억 그리고 신념의 형성. 시그마프레스, 서울, 2004.
- A topographic segmentation of the cerebral cortex using MRI. In: Psychiatric neuroimaging. Eds: Ng V, Barker GJ and Hendler T. NATO Science Series IOS press. 2003.
- 전두엽기능장애의 평가. In: 신경심리평가. 하나의학사, 서울. 1995.